# デジタルブック (NEC)
デジタルブック（DIGITAL BOOK）は、NECが1993年に発売した電子書籍のこと。ソフトはフロッピーディスクで提供され、専用の読書端末、もしくはPC-9800シリーズで閲覧することができた。

## 概要
商品コンセプトは「読書の新しいスタイルの創造」。専用の読書端末は文庫本1ページくらいの大きな画面、大きめの文字で、片手で読書できることをセールスポイントとした。デジタルならではの機能として、目次からすぐに読みたい箇所に飛べるジャンプ機能、最後に読んだページを記憶するしおり機能、文字の拡大、文字の検索の他、文章にマーカーやマスクを付けたり、切り抜いて別画面に表示することもできた。
ソフトウェアの提供に使われるメディアには、当時もっとも普及しており安価であったフロッピーディスクが採用された。1993年11月の発売時には80タイトル以上のソフトが用意され、伊達公子を採用したテレビCMなども放送された。

## ハードウェア

### デジタルブックプレーヤDB-P1
NECが1993年11月25日に発売したデジタルブックプレイヤー。5.6インチ、320×400ドットのモノクロ液晶を採用した縦型の端末で、画面の下側と右側に操作用のボタンが配置されている。デジタルブックは3.5インチのフロッピーディスクで提供されるが、本体にドライブは内蔵されていないため外付けのものを使用する。容量はデジタルブック1冊分のみ。内蔵OSはMS-DOS ver 3.10。電源は単3電池4本またはオプションの専用のバッテリー、もしくはACアダプターを使用し、アルカリ電池を使用した場合は約4時間、専用バッテリーの場合は約2.5時間使用できた。発売時の価格は2万9800円。1994年のグッドデザイン賞を受賞した。

### フロッピィディスクユニットDB-P1-02
別売のフロッピーディスクユニット。ドライブはPC-98シリーズとも互換性があり、PC-98側で電子書籍を読んだり、PC-98で作成したテキストを転送してプレイヤーで表示することもできた。発売時の価格は1万2800円。

### デジタルブックプレーヤDB-P2
DB-P1の後継機で、1996年3月に発売された。基本的な機能はDB-P1を引き継ぎつつも本体の薄型軽量化を実現、操作ボタンは画面下部にまとめられた。アルカリ電池を使用した場合の駆動時間が倍以上の10時間となり、容量がデジタルブック2冊分となった。また赤外線による通信機能を有し、2台揃えると囲碁や将棋の対局が可能となった。発売時の価格は3万9800円。1996年のグッドデザイン賞を受賞した。

## ソフトウェア
1993年11月の発売開始時には84タイトルのデジタルブックが用意された。1995年2月15日時点では142タイトル、最終的には200タイトル以上発売された。
小説は安部公房『飛ぶ男』『砂の女』『闖入者』、田中康夫『なんとなく、クリスタル』、綾辻行人『迷路館の殺人』など。他に大岡信『折々のうた』や朝日新聞社『天声人語』などが発売された。
囲碁、将棋、麻雀、テトリス、オセロなどのゲームソフトも発売された。特に囲碁の本が充実しており、最終的には60タイトルを数えた。
デジタルブックを作成できる編集ツールキットや、PC-VANにアクセスするための通信ソフトウェアも発売された。

## 評価
世界初の読書端末とも言われる。「デジタルブック囲碁セット」が発売されるなど、囲碁端末として評価された。セガのカラオケ事業において、収録曲リストが紙の本からタブレットに移行するきっかけとなったとも言われる。
あまり売れなかったとされ、長谷川秀記はその理由を、「ひと言でいえば“早すぎた”」と評している。